# Rinnerhütte
Die Rinnerhütte ist ein Schutzhaus des Bergsteigerbundes Ebensee im oberösterreichischen Salzkammergut. Die Hütte befindet sich im westlichen Teil des Toten Gebirges auf der Rinnerbodenalm. Der Hausberg der Rinnerhütte ist der 2012 m ü. A. hohe Rinnerkogel, welcher südwestlich der Hütte liegt. Weder eine Straße noch eine Seilbahn führen zur Hütte und so wird sie größtenteils per Hubschrauber bzw. per Menschenkraft versorgt.

## Geschichtliches
Die Hütte wurde 1934 eröffnet und in den 1960er und 1970er Jahren auf die heutige Größe erweitert. Bis zum Jahr 1954 war der Zustieg noch ein langes Unterfangen, denn bis dahin existierte noch keine Straße zum Offensee. Bis 1954 existierte eine Waldbahn (Offenseebahn), die auch für den „beschränkten öffentlichen Verkehr“ zugelassen war.

## Aufstieg
- vom Offensee (650 m ü. A.) in ca. 2½ Stunden

## Bekannte Wanderziele in der Umgebung des Hauses
- Wildensee (1535 m ü. A.) 30 Minuten
- Rinnerkogel (2012 m ü. A.) 2 Stunden
- Wildenseealm (1525 m ü. A.) 75 Minuten

## Übergänge
- vorbei am Wildensee und der Wildenseealm zum Albert-Appel-Haus in ca. 1½ Stunden
- vorbei am Rinnerkogel und am kleinen Rinnerkogel durch das Feuertal zum Ebenseer Hochkogelhaus in ca. 5 Stunden
- über den Schönberg zur Ischler Hütte in ca. 6–7 Stunden